# Eulomalus ludovici
Eulomalus ludovici är en skalbaggsart som först beskrevs av Blackburn 1892.  Eulomalus ludovici ingår i släktet Eulomalus och familjen stumpbaggar. Inga underarter finns listade i Catalogue of Life.